# 2019年深圳焰火晚会
深圳市慶祝新中國70華誕大型焰火晚會，簡稱為「2019年深圳焰火晚会」，是深圳市人民政府因应中華人民共和國成立70周年纪念所举行的一项庆祝活动，於2019年10月1日在深圳湾公园举行。

## 经过
2019年10月1日20时，以“祖国万岁”为主题的庆祝中华人民共和国成立70周年大型焰火晚会在深圳湾畔上演，晚会由中共深圳市委、深圳市人民政府主办。其中市委书记王伟中，市长陈如桂，市人大常委会主任骆文智，市政协主席戴北方等人出席。晚会总导演为曲实。
序曲为《我和我的祖国》。整个烟火晚会由五个篇章组成：
1. 《壮丽七十年》。有大型烛光“生日蛋糕”、四个层次立体“70”数字特效烟花。
2. 《奋斗新时代》，伴曲《我们都是追梦人》
3. 《礼赞新中国》，伴曲《歌唱祖国》
4. 《先行示范区》，伴曲《再一次出发》
5. 《共筑中国梦》，伴曲《举杯吧，朋友》

晚会共发射16万发烟花。燃放阵线总长1.5公里，最高画面高度达300米，可视范围达5公里至10公里。庆祝晚会结束后，市民们有序离场。

## 其他
2019年，由于反对逃犯条例修订草案运动而导致香港慶祝中華人民共和國國慶煙花匯演取消。中國內地基於環保和安全考慮，多個城市已禁止燃放煙花爆竹，故深圳當局舉行焰火晚会乃為獲得特別批准，亦希望能吸引香港方面能隔海觀看。